# وزارة المالية (بليز)
وزارة المالية هي وزارة ضمن حكومة بليز مسؤولة عن المالية العامة في البلاد. تقليديًا، يشغل رئيس وزراء بليز أيضا حقيبة وزير المالية.

## وزراء المالية
- جورج كادلي برايس،[3] 1961-1984
- مانويل اسكويفيل 1984-1989
- جورج كادلي برايس، 1989-1993
- مانويل اسكيفيل، 1993-1998
- سعيد موسى، 1998-2003
- رالف فونسيكا، 2003-2004،[4][5] وهو أول وزير للمالية خارج منصب رئيس الوزراء[6]
- سعيد موسى، 2004-2008
- دين بارو، 2008-2020 [7] [8]
- جوني بريسينيو، 2020- [9]